# 丽江槭
丽江槭（学名：Acer forrestii）是无患子科槭属的植物，是中国的特有植物。分布在中国大陆的四川、云南等地，生长于海拔3,000米至3,800米的地区，一般生于疏林中，目前尚未由人工引种栽培。

## 别名
和氏槭（经济植物手册）